# 福岡県道444号豆田稲築線
福岡県道444号豆田稲築線（ふくおかけんどう444ごう まめだいなつきせん）は、福岡県嘉穂郡桂川町から嘉麻市に至る一般県道である。

## 概要
福岡県嘉穂郡桂川町大字豆田から嘉麻市岩崎に至る。国道200号と国道211号を結ぶ。

### 路線データ
- 起点：福岡県嘉穂郡桂川町大字豆田（新茶屋交差点、国道200号上、福岡県道427号桂川停車場線終点）
- 終点：福岡県嘉麻市岩崎（稲築郵便局前交差点、国道211号交点、福岡県道415号口ノ原稲築線終点）

## 歴史
- 1959年（昭和34年）4月1日 - 福岡県告示第232号により、県道豆田稲築線として路線認定される（当時の整理番号は390）[2]。
- 2020年（令和2年）3月28日 - 土師工区（延長620 m）開通[3]
- 2022年（令和4年）3月1日 - 福岡県告示第161号により、新茶屋交差点 - 嘉穂郡桂川町大字豆田間で国道200号と重複して桂川町役場前交差点に向かう経路を追加指定[4]。
- 2023年（令和5年）3月31日 - 福岡県告示第203号により、土居交差点 - 又手交差点間の経路が変更され、土居交差点 - 桂川町役場前交差点間で福岡県道66号桂川下秋月線と重複して又手交差点に向かう経路に変更される[5]。

## 路線状況

### 重複区間
- 国道200号（新道側：嘉穂郡桂川町大字豆田・新茶屋交差点（起点） - 嘉穂郡桂川町大字豆田、389 m[4]）
- 福岡県道66号桂川下秋月線（嘉穂郡桂川町大字土居・土居交差点 - 嘉穂郡桂川町大字土居・桂川町役場前交差点、540 m[5]）

### 道路施設

#### 橋梁
- 七浦橋（浦川、嘉穂郡桂川町）
- 平成七瀬橋（泉河内川、嘉穂郡桂川町）[6][7]

土師工区にある、全長46.2 m、幅員11 mの橋。名称は公募で決められた。

## 地理

### 通過する自治体
- 福岡県
  - 嘉穂郡桂川町 - 嘉麻市

### 交差する道路
| 交差する道路                                                                    | 市町村名 | 市町村名 | 交差する場所 | 交差する場所              |
| ------------------------------------------------------------------------------- | -------- | -------- | ------------ | ------------------------- |
| 国道200号 重複区間起点 福岡県道427号桂川停車場線 福岡県道444号豆田稲築線 / 現道 | 嘉穂郡   | 桂川町   | 大字豆田     | 新茶屋交差点 / 起点       |
| 国道200号 重複区間終点                                                          | 嘉穂郡   | 桂川町   | 大字豆田     |                           |
| 福岡県道66号桂川下秋月線 重複区間起点                                           | 嘉穂郡   | 桂川町   | 大字土居     | 土居交差点                |
| 福岡県道66号桂川下秋月線 重複区間終点 福岡県道444号豆田稲築線 / 新道            | 嘉穂郡   | 桂川町   | 大字土居     | 桂川町役場前交差点        |
| 国道211号 福岡県道415号口ノ原稲築線                                             | 嘉麻市   | 嘉麻市   | 岩崎         | 稲築郵便局前交差点 / 終点 |

### 沿線
- 桂川町立桂川小学校
- 桂川町立桂川中学校
- 桂川町役場
- 福岡県立嘉穂総合高等学校
- 福岡県立稲築志耕館高等学校